# Myrmica diversa
Myrmica diversa är en myrart som beskrevs av Buckley 1867. Myrmica diversa ingår i släktet rödmyror, och familjen myror. Inga underarter finns listade i Catalogue of Life.